# Procureur général de Corée du Sud
Le procureur général de Corée du Sud (coréen : coréen ; hanja : 檢察總長 ; RR : Geomchal chongjang) est le chef du bureau du procureur suprême de la république de Corée.

## Devoirs
Les devoirs sont mentionnés dans la « loi sur le bureau des procureurs » (coréen : 검찰청법) promulguée depuis le 10 mars 1993.
Depuis le 31 décembre 1988, la durée est fixée à deux ans et ne peut être prolongée conformément à l'article 12, paragraphe 3, de la loi. En cas de problème, c'est-à-dire maladie, congé, démission et/ou décès, le procureur général adjoint assurera l'intérim.

## Liste des procureurs généraux
Notes : Les personnes en italique sont des intérim.
| No. | Name             | Term                                  |
| --- | ---------------- | ------------------------------------- |
| 1   | Kwon Seung-ryeol | 31 octobre 1948—5 juin 1949           |
| 2   | Kim Ik-jin       | 6 juin 1949—21 juin 1950              |
| 3   | Seo Sang-hwan    | 22 juin 1950—5 mars 1952              |
| 4   | Han Kyuk-man     | 14 mars 1952—29 septembre 1955        |
| 5   | Min Bok-ki       | 30 septembre 1955—5 juillet 1956      |
| 6   | Chung Soon-seok  | 6 juillet 1956—10 mars 1958           |
| 7   | Park Seung-joon  | 11 mars 1958—4 mai 1960               |
| 8   | Lee Tae-hui      | 5 mai 1960—27 mai 1961                |
| 9   | Chang Young-soon | 28 mai 1961—31 janvier 1963           |
| 10  | Chung Chang-woon | 1er février 1963—6 décembre 1963      |
| 11  | Shin Jik-soo     | 7 décembre 1963—3 juin 1971           |
| 12  | Lee Bong-sung    | 5 juin 1971—2 décembre 1973           |
| 13  | Kim Chi-yeol     | 3 décembre 1973—18 décembre 1975      |
| 14  | Lee Sun-joong    | 19 décembre 1975—4 décembre 1976      |
| 15  | Oh Tak-keun      | 7 décembre 1976—21 mai 1980           |
| 16  | Kim Jong-kyung   | 28 mai 1980—9 mars 1981               |
| 17  | Heo Hyung-koo    | 10 mars 1981—15 décembre 1981         |
| 18  | Chung Chi-keun   | 16 décembre 1981—21 mai 1982          |
| 19  | Kim Seok-hwee    | 24 mai 1982—18 février 1985           |
| 20  | Seo Dong-kwon    | 21 février 1985—26 mai 1987           |
| 21  | Lee Jong-nam     | 27 mai 1987—5 décembre 1988           |
| 22  | Kim Ki-choon     | 6 décembre 1988—5 décembre 1990       |
| 23  | Chung Koo-young  | 6 décembre 1990—5 décembre 1992       |
| 24  | Kim Doo-hui      | 6 décembre 1992—7 mars 1993           |
| 25  | Park Jong-chul   | 8 mars 1993—13 septembre 1993         |
| 26  | Kim Do-un        | 16 septembre 1993—15 septembre 1995   |
| 27  | Kim Ki-soo       | 16 septembre 1995—6 août 1997         |
| 28  | Kim Tae-jung     | 7 août 1997—24 mai 1999               |
| 29  | Park Soon-yong   | 26 mai 1999—25 mai 2001               |
| 30  | Shin Seung-nam   | 26 mai 2001—15 janvier 2002           |
| 31  | Lee Myung-jae    | 17 janvier 2002—5 novembre 2002       |
| 32  | Kim Kak-young    | 11 novembre 2002—10 mars 2003         |
| 33  | Song Kwang-soo   | 3 avril 2003—2 avril 2005             |
| 34  | Kim Jong-bin     | 4 avril 2005—17 octobre 2005          |
| 35  | Chung Sang-myung | 24 novembre 2005—23 novembre 2007     |
| 36  | Lim Chae-jin     | 24 novembre 2007—5 juin 2009          |
| -   | Moon Sung-woo    | 5 juin 2009—14 juillet 2009           |
| -   | Han Myung-kwan   | 14 juillet 2009—19 juillet 2009       |
| -   | Cha Dong-min     | 19 juillet 2009—28 juillet 2009       |
| 37  | Kim Joon-kyu     | 28 juillet 2009—4 juillet 2011        |
| -   | Park Yong-seok   | 5 juillet 2011—10 août 2011           |
| 38  | Han Sang-dae     | 12 août 2011—30 novembre 2012         |
| -   | Chae Dong-wook   | 30 novembre 2012—4 décembre 2012      |
| -   | Kim Jin-tae      | 4 décembre 2012—3 avril 2013          |
| 39  | Chae Dong-wook   | 4 avril 2013—30 septembre 2013        |
| -   | Kil Tae-gi       | 30 septembre 2013—2 décembre 2013     |
| 40  | Kim Jin-tae      | 2 décembre 2013—1er décembre 2015     |
| 41  | Kim Soo-nam      | 2 décembre 2015—12 mai 2017           |
| -   | Kim Joo-hyun     | 12 mai 2017—20 mai 2017               |
| -   | Bong Wook        | 21 mai 2017—25 juillet 2017           |
| 42  | Moon Moo-il      | 25 juillet 2017—24 juillet 2019       |
| 43  | Yoon Suk-yeol    | 25 juillet 2019—4 mars 2021           |
| -   | Cho Nam-kwan     | 5 mars 2021—31 mai 2021               |
| 44  | Kim Oh-soo       | 1er juin 2021—6 mai 2022              |
| 45  | Lee One-seok     | 16 septembre 2022 - 15 septembre 2024 |
| 46  | Shim Woo-jung    | 16 septembre 2024 -                   |